# Sphenomorphus arborens
Sphenomorphus arborens е вид влечуго от семейство Сцинкови (Scincidae).

## Разпространение
Този вид е разпространен във Филипини.